# مؤسسة القيادات العربية الشابة
منظمة القيادات العربية الشابة هي منظمة مستقلة غير ربحية في مجالي التعليم وريادة الأعمال أسسها محمد القرقاوي في فبراير 2004 يقع مقرها في دبي في الإمارات العربية المتحدة. وتقوم المؤسسة بالتنسيق بين القطاع العام وقطاع الأعمال والمجتمع المدني في مجالي عمالها وتنظم منتدى سنوي. وللمؤسسة فروع في عدة 9 دول عربية هي الإمارات والأردن والبحرين والسعودية والكويت وقطر ولبنان وفلسطين ومصر.

## تاريخ المؤسسة
تأسست المنظمة في فبراير 2004 خلال المنتدى الاقتصادي العالمي في البحر الميت بمبادرة من الشيخ محمد بن راشد آل مكتوم نائب رئيس دولة الإمارات العربية المتحدة رئيس مجلس الوزراء حاكم دبي والملك عبد الله الثاني ملك الأردن والأمير سلمان بن حمد بن عيسى آل خليفة ولي عهد مملكة البحرين.

## الهيكل التنظيمي
في هرم الهيكل التنظيمي يوجد مجلس الأمناء الذي يتكون من الشيخ محمد بن راشد آل مكتوم والملك عبد الله الثاني والأمير سلمان بن حمد بن عيسى آل خليفة. ويقع تحتهم مجلس الإدارة الذي يتولى قيادة المؤسسة ويتكون من مجموعة من كبار قادة الأعمال العرب.

## المبادرات
- منتدى العمل العالمي لمؤسسة القيادات العربية الشابة
- جائزة رواد الأعمال الشباب تمنحها «شبكة دعم الأعمال العربية» التابعة لمؤسسة القيادات العربية الشابة وهي مسابقة تقام سنويا منذ سبتمبر 2005 وتمنح لأفضل خطط العمل التي يقدمها الشباب وتقوم المؤسسة لاحقا بتمويلها.[1]
- منتدى الحوار العربي الأوروبي، أقامته بالتعاون مع شركة دايملر أ.ج. في برلين في الفترة من 23 ـ 24 نوفمبر 2007، وحضره أكثر من 150 شخصية قيادية عربية وأوروبية من مختلف مؤسسات القطاع الخاص والحكومي ومؤسسات المجتمع المدني يمثلون أكثر من 20 دولة أوروبية وعربية.
- معهد القيادات العربية الشابة للعمل العالمي، بالتعاون مع مؤسسة شركة داو للمواد الكيميائية [2]
- برنامج الابتكار وريادة الأعمال، بالتعاون مع مؤسسة شركة داو للمواد الكيميائية[3]
- برنامج الزمالة العربي الأميركي[3]

## وصلات خارجية
- الموقع الرسمي